# Kulturpreis der Stadt St. Gallen
Der Kulturpreis der Stadt St. Gallen wird seit 1954 alle vier Jahre vergeben. Er ist mit CHF 30'000 (Stand: 2022) dotiert und wird an einer öffentlichen Feier übergeben.
Der Kulturpreis kann an Kulturschaffende aus allen Kulturbereichen, an wissenschaftlich, publizistisch, pädagogisch und sozial Tätige sowie an andere Personen, die sich um die Förderung des allgemeinen kulturellen Lebens der Stadt besondere Verdienste erworben haben, verliehen werden, wenn die Personen entweder:
- das Bürgerrecht der Stadt St. Gallen besitzen,
- hier aufgewachsen sind,
- seit mindestens zehn Jahren hier wohnhaft sind,
- oder wenn deren Werk für die Stadt St. Gallen von besonderer Bedeutung ist.

Die bisherigen Preisträger:
- 1954: Regina Ullmann, Dichterin
- 1958: August Steinmann
- 1962: Paul Baumgartner, Pianist
- 1966: Georg Thürer, Germanist und Landeshistoriker
- 1970: Johannes Duft, Stiftsbibliothekar
- 1974: Johannes Fuchs, Domkapellmeister
- 1978: Hans Huber, Rechtswissenschaftler
- 1982: Paul Huber, Komponist
- 1986: Hans Rudolf Hilty, Schriftsteller
- 1990: Niklaus Meienberg, Schriftsteller
- 1994: Eveline Hasler, Schriftstellerin
- 1998: Roman Signer, Künstler
- 2002: Pic, Clown
- 2006: Silvie Defraoui
- 2010: Peter Liechti, Filmschaffender
- 2014: Bernard Tagwerker
- 2018: Felix Lehner, Kunstgiesser
- 2022: Marina Widmer, Archivleiterin, Vertreterin der Frauenbewegung[1]